# 苔炭黑粉菌
苔炭黑粉菌（学名：Anthracoidea caricis）是属于黑粉菌目炭黑粉菌科炭黑粉菌属的一种真菌，寄生在苔草属植物上。该种分布于中国、朝鲜、日本、印度、丹麦、挪威、瑞典、芬兰、爱沙尼亚、立陶宛、乌克兰、波兰、捷克、斯洛伐克、匈牙利、德国、奥地利、瑞士、英国、法国、西班牙、意大利、罗马尼亚、澳大利亚、格陵兰、加拿大、美国等地。